# Hutfabrik Friedrich Steinberg, Herrmann & Co.

Hutfabrik mit Färbereigebäude (links)

Die ehemalige Hutfabrik Friedrich Steinberg, Herrmann & Co. ist ein expressionistischer Industriebau in Luckenwalde. Als eines der bedeutendsten Bauwerke von Erich Mendelsohn und „Inkunabel der modernen Industriearchitektur“ steht sie unter Denkmalschutz. Der Bau der früheren Hutfabrik in der Industriestraße 2 ist heute auch unter dem Namen „Mendelsohnhalle“ bekannt.

## Geschichte
Luckenwalde war in der Mitte des 19. Jahrhunderts nach Guben zweiter wichtiger Standort der deutschen Hutfabrikation. Die beiden Hutfabriken von Friedrich Steinberg (gegründet 1844) und Gustav Herrmann (gegründet 1883 von den Brüdern Moritz und Salomon Herrmann) waren bedeutende in der Stadt verwurzelte Familienunternehmen. Salomon Herrmann hatte den Bau der Luckenwalder Synagoge initiiert. Der noch unbekannte Erich Mendelsohn hatte Gustav Herrmann 1919 in Berlin kennengelernt. Durch ihn erhielt er mit der Arbeitersiedlung des von Herrmann mitbegründeten Luckenwalder Bauvereins (1919–1920) und dem Gartenpavillon der Familie Herrmann (1920) seine ersten bedeutenden Aufträge. In der Folge entwickelte sich eine langjährige Freundschaft zwischen den Familien Mendelsohn und Herrmann.

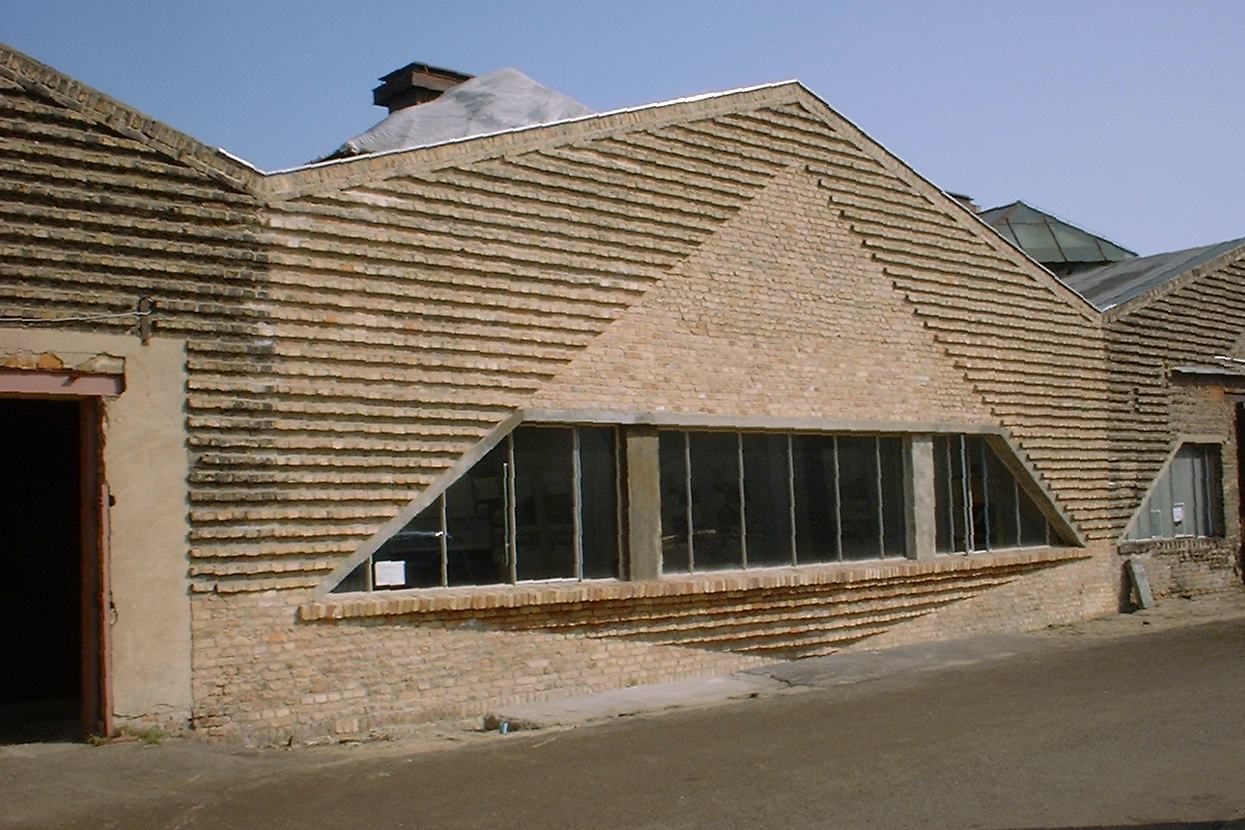
Fassadendetail

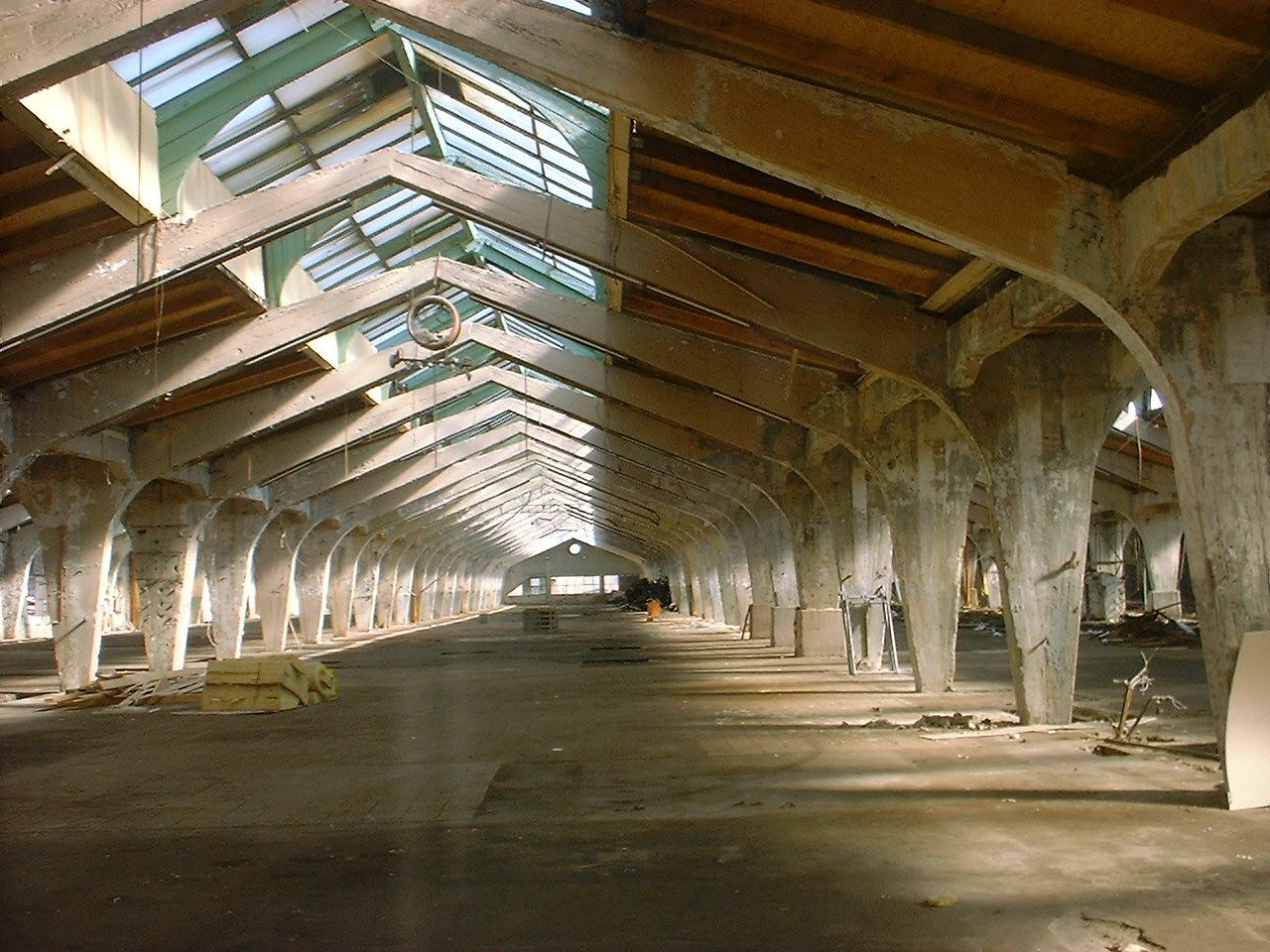
Inneres der Hutfabrik

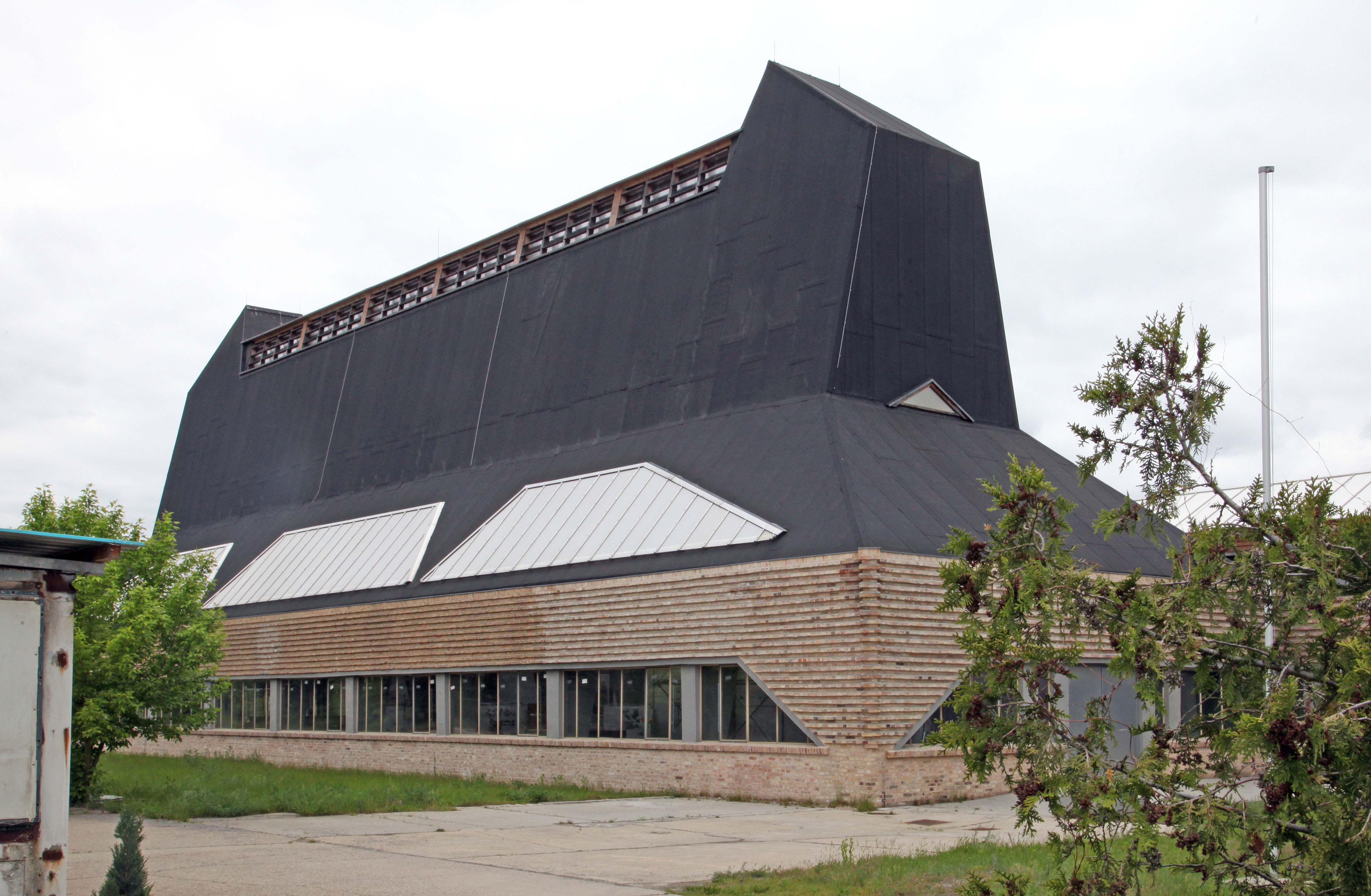
Restauriertes Färbereigebäude mit neuem Holzdach

Als die in der Luckenwalder Potsdamer Straße 2–7 bestehende Fabrikanlage der Firma Herrmann erweitert werden sollte, erhielt Mendelsohn, der 1919–1920 auf dem Gelände eine Eisenfachwerkhalle gebaut hatte, den Auftrag für die Modernisierung der Fabrik. Da das Baurecht jedoch keine Erweiterungsmöglichkeit vorsah, kam der Umbau nicht zur Ausführung. Nachdem am 21. Januar 1921 die beiden Firmen Steinberg und Herrmann zur Firma Friedrich Steinberg Herrmann & Co., der größten Hutfabrik der Stadt, fusioniert hatten, konnten sie einen gemeinsamen Fabrikneubau im neuen Industriegebiet realisieren, mit dem Erich Mendelsohn beauftragt wurde. Von 1921 bis 1923 wurde – unterbrochen durch ein am 19. Februar 1923 ausgebrochenes Großfeuer, das die hölzernen Dachkonstruktionen vernichtete – die neue Hutfabrik errichtet. Im Sommer 1923 wurde der Bau vollendet und die Fabrik nahm die Produktion auf. Die dort produzierten Hutstumpen wurden anschließend in den Stammwerken Treuenbrietzener Straße (ehemals Steinberg) und Potsdamer Straße (ehemals Herrmann) weiterverarbeitet. Zwei zusätzliche Lagerbauten, die sich Mendelsohns Architektur anpassten, wurden 1924 und 1927 gebaut.
Nach dem Tod Gustav Herrmanns 1932 und wegen der Angst der Familie vor den Auswirkungen der nationalsozialistischen Rassenpolitik verließ die Familie Herrmann 1933 Deutschland und beendete damit die Zusammenarbeit mit Steinberg. In ihrem Stammwerk produzierte die Firma Steinberg bis zur 1948 erfolgten Enteignung weiter. Danach wurde sie in den VEB Hutmoden überführt. Die gemeinsamen Fabrikgebäude in der Industriestraße wurden 1934 an die Norddeutsche Maschinenbau AG (Nordeuma) verkauft. Diese nutzte die Gebäude seit 1935 für die Produktion von Luftabwehrwaffen. 1936 wurde die Überdachung der Torhäuser durch eine Betonplatte ersetzt sowie östlich angrenzend bis 1937 ein Produktionsgebäude erbaut. Östlich und westlich der ehemaligen Färberei wurden 1941 durch Paul Renner Anbauten errichtet. Färbereihelm und Belüftungssystem wurden abgerissen, um die Fabrik vor eventuellen Bombenangriffen zu schützen. Das Holzpflaster der Halle wurde 1944 zu großen Teilen durch Estrich ersetzt.
Nach Kriegsende wurden 1945 die Maschinen demontiert und als Reparationsleistung in die Sowjetunion verbracht. Die Rote Armee nutzte die Halle bis 1956 als Reparaturwerkstatt. Seit 1957 produzierte der neu gegründete VEB Wälzlagerwerk in der ehemaligen Hutfabrik. Die ursprünglichen Stahlfenster wurden 1958–1960 durch Holzverbundfenster ersetzt und damit die Sohlbankhöhen größtenteils verändert. Das Kessel- und Maschinenhaus wurde 1962–1964 umgebaut und damit völlig entwertet. 1990 kaufte DKF Kugelfischer den Betrieb, zog sich jedoch Ende 1991 zurück und stellte die Produktion ein. Danach standen die Gebäude leer. DKF beauftragte 1991 das Architekturbüro Kühn-von Kaehne und Lange mit einer bauhistorischen Untersuchung und der Erstellung eines Restaurierungskonzepts.
Ein 1999 gegründeter Förderkreis ermöglichte den Erhalt und die teilweise Sanierung der Industrieanlage, die auch von der Deutschen Stiftung Denkmalschutz gefördert wurde. 2001 erwarb der Berliner Bauunternehmer Abbas Ayad das Gebäude, um dort eine Sortier- und Verarbeitungsanlage für Alttextilien einzurichten, was sich jedoch als unrentabel erwies. Danach gab es Pläne für eine Geflügelzuchtanlage in den Hallen und den gleichzeitigen Ausbau des Kesselhauses als Schlachthaus. Die Berliner Akademie der Künste und der neue Besitzer richteten zu Mendelsohns 50. Todestag eine Ausstellung ein, in der auch ein originalgetreues Modell der Anlage im Maßstab 1:100 zu sehen war. Mit Hilfe von URBAN-Mitteln konnte 2006–2011 die Färberei-Halle rekonstruiert und die charakteristische Dachhaube wiederhergestellt werden.
Eine ständige Nutzung der Gebäude konnte bis zum heutigen Zeitpunkt nicht erreicht werden, zurzeit stehen sie leer.

## Architektur
Der in Richtung Kloster Zinna etwas außerhalb des Stadtzentrums in Stahlbetonbauweise errichtete Fabrikkomplex besteht aus Färberei, vier Produktionshallen in Reihe und einer Energiezentrale. Die Hallen waren so aufgebaut, dass sie sich bei Bedarf in den Längsachsen erweitern ließen. Das Areal war von einer Mauer umschlossen, deren Südseite an zentraler Stelle von zwei zusammengehörigen Torhäusern und der zwischen beiden hindurchführenden Einfahrt unterbrochen wurde. Der Baukörper ist streng symmetrisch von Süd nach Nord angelegt. Auf zwei an der Mittelachse spiegelbildlich angeordnete Torhäuser folgt mittig das zehn Joche breite Färbereigebäude. Daran schließt sich der vierschiffige und dreißig Joche lange Hallenkomplex an. Den Endpunkt der Symmetrieachse stellt das kubische Kessel- und Turbinenhaus dar. In seiner konsequent verfolgten Symmetrie stellt der Komplex eine Einheit zwischen Produktionsablauf und Architektur und damit einen perfekt durchkomponierten Bauorganismus dar, der zeigt, dass auch ein reiner Zweckbau einen Anspruch auf Schönheit hat. Produktionstechnisch war die Fabrik auf dem damals neuesten Stand.
Die Errichtung der Hallen erfolgte unter der Verwendung moderner Stahlbeton-Rahmenbinder (dabei sind Wandstützen und Dachbinder als ein Bauteil gefertigt). Die Stahlbetonstützen hat Mendelsohn am unteren und oberen Auflager elegant verjüngt. Auch andere Details sind in einer expressionistischen Formensprache ausgebildet, die dem Bauwerk Leichtigkeit und Eleganz verleiht. Dazu gehören etwa das wegen seiner Schmuckwirkung gewählte Sichtmauerwerk mit vor- und zurückspringenden horizontalen Ziegelstreifen, die als Licht-und-Schatten-Reliefs auf dem Kopf stehende Giebel darstellen und dabei die Fenster diagonal schneiden, die aus den Fassaden heraustretenden schräg nach oben ausgreifenden Gebäudeecken in Form konisch zugespitzter Pfeiler und die gekrümmten aus der Wand modellierten Fensterbänke.
Markantestes Bauteil der Fabrik ist das Gebäude der Färberei, die letzte Station der Hutherstellung. Die Halle mit sich nach oben hin verjüngenden Betonbindern erhielt über dem Dachboden mit zwei schräg nach oben laufenden Oberlichtern eine schachtförmige Dachhaube, die ein neuartiges Entlüftungssystem enthielt. Beim frontalen Blick auf die Färbereihalle ähnelte so deren Aussehen dem Querschnitt eines Fedora-Hutes, was sie zu einem Wahrzeichen Luckenwaldes machte. Die im Krieg entfernte Dachkonstruktion konnte wiederhergestellt werden. Da sich die originalgetreue Ausführung als aufgesetztes Stahlbetonskelett aus statischen Gründen nicht mehr realisieren ließ, wurde für das Dach eine Holzkonstruktion gewählt. Die expressionistischen Fassaden des Kesselhauses sind dagegen heute gänzlich verschwunden.
Mendelsohn beschäftigte sich allem Anschein nach schon Mitte 1920 mit dem Projekt. Seine Dünenskizze von 1920 wirkt wie eine Vorwegnahme des Färbereigebäudes. In seinem 1930 erschienenen Buch Das Gesamtschaffen des Architekten stellte Mendelsohn auf Seite 62 diese Skizze einer Abbildung der Hutfabrik gegenüber.
Aufgrund der überzeugenden architektonischen und technischen Qualität seiner Hutfabrik bekam Mendelsohn bereits 1925 den Auftrag für das Projekt der Textilfabrik „Rotes Banner“ in Leningrad, in deren Innenhof er drei parallel angelegte niedrige Werkhallen (zwei Färbereien und eine Bleicherei) mit Entlüftungsschächten ähnlich dem Färbereigebäude in Luckenwalde plante.